# Amaraji
Amaraji est une municipalité brésilienne située dans l'État du Pernambouc.